# Buronnier

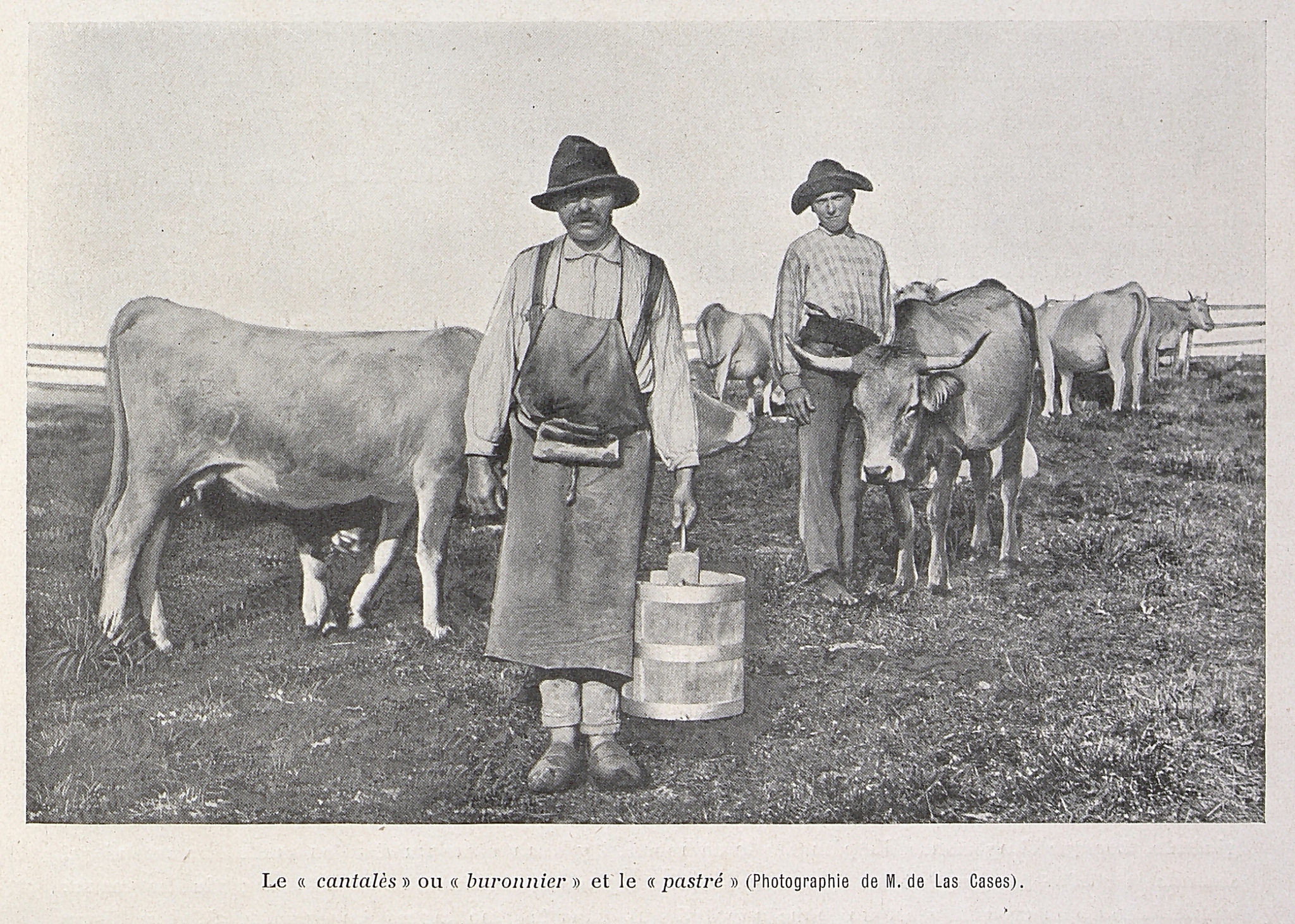
Bétail et traite estivale sur l'Aubrac.

Le mot buronnier apparaît sur l'Aubrac au XVIIIe siècle en même temps que le mot buron qui désigne le petit habitat en pierres couvert de lauzes qui est utilisé par les hommes chargés, du 25 mai au 13 octobre, de traire les vaches pendant la période des estives. Les études de documents et recherches archéologiques sont en train de modifier bien des conceptions qu'on pouvait avoir sur la question des burons et buronniers. Ainsi le chercheur Claude Petit, des Archives Départementales de l'Aveyron, a-t-il trouvé le terme de buron attesté dès la fin du XVIIe siècle sur l'Aubrac, notamment dans un inventaire de 1685 du mobilier du buron de Gambayze, près de Nasbinals (voir à ce sujet la publication des Documents d'archéologie française « Les Monts d'Aubrac au Moyen Âge - Genèse d'un monde agropastoral », sous la direction de Laurent Fau).

## Étymologie
Du mot rouergat et auvergnat buron, signifiant cabane. Le terme de buron viendrait lui-même d'une racine normande et/ou germanique « bur », signifiant « l'habitation ».

## Composition
Une équipe de buronniers était dirigée par un cantalès chargé de la préparation du fromage et comprenait en général un pastre, chargé de garder et rassembler le troupeau pour la traite, un bédélier qui avait pour tâche de s'occuper des veaux et un roul, homme à tout faire du buron. Le roul était en général un adolescent qui apprenait le métier de buronnier.

## Historique
Au XIIIe siècle, ce sont des cabanes en bois ou en terre qui abritaient sur l'Aubrac les bergers durant l’estive.
Vers 1800 se construisent les burons en pierre. En 1850 on compte 300 burons sur l’Aubrac, aux confins du Cantal, de l’Aveyron et de la Lozère. Ils abritaient 1200 buronniers et produisaient 700 tonnes de fromage entre le 25 mai et le 13 octobre, période d’estive.
Les burons ferment peu à peu au milieu du XXe siècle. En 1960, seulement 25 tonnes de fromage sont produites.